# KIWI姐姐
KIWI姐姐（1992年6月12日—；本名莫允樂），苗栗縣出身，客家人，2007年畢業於苗栗國中舞蹈班，2010年畢業於青年高中舞蹈科，2014年畢業於國立台灣體育大學體育舞蹈系，2012年6月入選東森幼幼台水果生力軍，2013年出道。现為YOYO家族水果生力軍成员之一，並擔任東森幼幼台的節目主持人。2018年11月底開設個人YouTube頻道《Hi!kiwiwi》。

## 唱片
- YoYo點點名12-YoYo百分百
- YoYo點點名13-YoYo新世界
- 粉紅豬小妹片頭曲

## 電視劇
- 2019年 東森綜合台 美味滿閣 飾 許薇琪

## 廣告、活動代言及主持
- 2015 苗栗縣政府教育處校外專家暨良師典範支援資優教育方案「良師引導-跨世代舞蹈資優生的對話」主講人
- 2015 東森幼幼台動畫《偶像學園》代言[3][4]
- 2016 東森幼幼台快閃活動「YOYO百分百」[5][6]
- 2016 Lamigo桃猿全猿主場進行兒童節開場秀並擔任開球來賓(橘子姐姐、彩虹姐姐、草莓姐姐及KIWI姐姐)[7] [8]
- 2017 卡通 粉紅豬小妹 代言（2017年至今）
- 2017 卡通 戰鬥陀螺 代言（2017年至今）太陽哥哥
- 2018 卡通 彩虹小馬 代言（2018年至今）月亮姐姐
- 2018 Zespri ｍｖ 打開ＫＩＷＩ
- 2019 滿天星 代言 太陽哥哥

## 外部連結
- KIWI姐姐的Facebook專頁（Kiwi姐姐莫允樂）
- KIWI姐姐的Instagram帳戶
- KIWI姐姐的YouTube頻道 （页面存档备份，存于）